# Траоре, Адама (испанский футболист)
Ада́ма Траоре́ Диарра (исп. Adama Traoré Diarra; род. 25 января 1996 года в Оспиталет-де-Льобрегат) — испанский футболист малийского происхождения, вингер английского клуба «Фулхэм». Выступал за сборную Испании. Полуфиналист чемпионата Европы 2020 года.

## Клубная карьера

### «Барселона»
Траоре начинал свою карьеру в «Оспиталете», а в 2004 году перешёл в «Барселону». В 2013 году он был переведён во вторую команду клуба, за которую дебютировал 6 октября в матче против «Понферрадины». 23 ноября Адама попал в заявку «Барселоны» на матч с «Гранадой». На 83-й минуте матча он вышел на поле, заменив Неймара. В своём дебютном матче Адама отметился опасным ударом по воротам, однако забить ему не удалось.

### «Астон Вилла»
14 августа 2015 года Траоре перешёл в английский клуб «Астон Вилла», с которым заключил контракт на пять лет. Переход игрока, предположительно, обошёлся его новому клубу в 10 млн евро, за счёт возможных бонусов сумма могла возрасти до 12 млн евро, кроме того, «Барселона» оставила за собой приоритетное право на выкуп контракта Адамы в следующие три года. После перехода Траоре в «Астон Виллу» тренер этого клуба Тим Шервуд отметил, что следит за игроком уже несколько лет и находит в нём немного от Лионеля Месси и Криштиану Роналду. Шервуд отметил, что 19-летний испанец отличается хорошими физическими данным: он силён, быстр и динамичен. В то же время тренер заявил, что Адама приглашён в клуб, прежде всего, на перспективу и место в стартовом составе ему пока не гарантировано.
22 августа Траоре дебютировал в английской Премьер-лиге, выйдя на замену в концовке матча с «Кристал Пэлас». В этом матче Адама отличился опасным навесом, после которого игрок команды противника срезал мяч в свои ворота. Через три дня в матче второго раунда Кубка лиги против «Ноттс Каунти» Траоре вышел в стартовом составе и забил свой первый гол за «Астон Виллу». В том матче футболист получил травму, из-за которой провёл без футбола месяц.
Дебютный сезон в английском футболе для Траоре сложился неудачно. Он сыграл лишь 10 матчей в Премьер-лиге, всегда выходя на замены. Кроме того, немало времени испанец провёл в лазарете, восстанавливаясь после очередной травмы. В апреле 2016 года он выразил недовольство своим положением в команде, написав в Facebook, что руководство «Астон Виллы» его не ценит и заставляет чувствовать себя бесполезным. Из-за этого случая и других нарушений дисциплины клубом на Траоре были наложены взыскания.
Из-за ещё одной травмы Траоре пропустил межсезонные сборы «Астон Виллы» летом 2016 года. Клуб после вылета из Премьер-лиги сезон 2016/2017 в Чемпионшипе начинал под руководством нового тренера Роберто Ди Маттео, который в интервью рассказал о желании Траоре покинуть «Астон Виллу» и о том, что клуб не станет чинить этому препятствий, если игрок сможет найти себе новую команду. 13 августа 2016 года Адама вышел на замену в матче Чемпионшипа против «Ротерем Юнайтед» и после этого больше не попадал в заявку клуба.

### «Мидлсбро»
31 августа 2016 года Траоре перешёл в клуб английской Премьер-лиги «Мидлсбро», с которым заключил контракт на четыре года. Условия сделки не разглашались. Адама стал уже 11-м приобретением клуба в летнее трансферное окно. Тренер «Мидлсбро» испанец Айтор Каранка заявил, что знает молодого футболиста уже очень много лет, ещё со времён работы со сборной Испании до 16 лет, хотя Траоре и не играл тогда под его началом. Также Каранка высказал мнение, что уровень Адамы в новом сезоне смотрится лучше, чем в прежнем.
Дебютировал 10 сентября в домашнем матче против «Кристал Пэлас» (1:2), выйдя на замену на 81-й минуте вместо Кристиана Стуани.
20 января 2018 года забил первый гол за «Мидлсбро» в матче против «Куинз Парк Рейнджерс» (3:0). По итогам сезона 2017/18 забил 5 мячей, отдал 13 голевых передач и был признан «Лучшим молодым игроком» и "Игроком года «Мидлсбро» по версии болельщиков и футболистов команды. Также вошёл в символическую сборную турнира от портала Whoscored с наивысшим рейтингом среди всех футболистов

### «Вулверхэмптон Уондерерс»
8 августа 2018 года перешёл в «Вулверхэмптон Уондерерс», подписав 5-летний контракт. Сумма трансфера составила рекордные для «волков» £18 млн без учёта бонусов. За новый клуб Траоре дебютировал 8 августа 2018 года в матче против «Лестер Сити», выйдя на замену вместо Элдера Кошты. 1 сентября 2018 года забил свой первый гол за «Вулверхэмптон» в матче против «Вест Хэм Юнайтед».
6 октября 2019 года, во время своего 50-го матча за «Вулверхэмптон», Траоре забил два гола в выездном матче против действующего чемпиона «Манчестер Сити». 28 ноября 2019 года он забил свой первый гол в Еврокубках в матче против «Браги» в групповом этапе Лиги Европы УЕФА. 15 декабря 2019 года Траоре забил свой дебютный гол за клуб на стадионе «Молинью» в матче против «Тоттенхэм Хотспур» в Премьер-лиге. В январе 2020 года он получил награду «Лучшему игроку месяца PFA», набрав 45 процентов голосов болельщиков.
8 января 2021 года Траоре забил первый гол за «Волков» в сезоне 2020/21 в ворота «Кристал Пэлас» в матче третьего раунда Кубка Англии. 9 мая 2021 года Траоре провёл свой 100-й матч в Премьер-лиге за «Волков», отметившись десятым голом за клуб в матче против «Брайтон энд Хоув Альбион». 3 июня 2023 года стало известно, что Траоре покинет клуб по истечении срока контракта.

### Возвращение в «Барселону»
29 января 2022 года «Барселона» объявила о возвращении Траоре до конца сезона на правах аренды с правом выкупа. 6 февраля 2022 года он дебютировал за «каталонцев», выйдя в стартовом составе на матч с «Атлетико Мадрид». В том матче Адама отличился голевой передачей.

### «Фулхэм»
12 августа 2023 года Адама Траоре, на правах свободного агента, подписал двухлетний контракт с лондонским клубом «Фулхэм». Дебютная игра в составе новой команды состоялась 19 августа против «Брентфорда», где Траоре появился на поле на 86 минуте матча, а «Фулхэм» потерпел поражение со счетом 3-0. Первым голом Адама Траоре отметился 2 марта 2024 года, поразив ворота «Брайтон энд Хоув Альбион» в самом конце матча.

## Карьера в сборной
Адама представлял Испанию на юношеском уровне. В составе юношеской сборной Испании до 19 лет он принимал участие на юношеском чемпионате Европы 2013, где испанцы завоевали бронзовые медали. 17 февраля 2014 года Малийская федерация футбола сообщила, что Адама и его старший брат дали согласие на выступление за национальную сборную Мали, но так и не сыграли за неё.
В марте 2018 года Адама впервые был вызван в молодёжную сборную Испании. Дебютировал в её составе 22 марта в матче против Северной Ирландии.
В ноябре 2019 года Траоре вызвали в основную сборную Испании на матчи квалификационного раунда Евро-2020 против Мальты и Румынии вместо получившего травму игрока «Валенсии» Родриго Морено. Но в следующем матче за «Вулверхэмптон» он получил травму, из-за которой не поехал на игры национальной сборной. В январе 2020 года Адама заявил, что ещё не определился, за какую сборную будет выступать — Испании или Мали.
В августе 2020 года Траоре снова вызвали на сентябрьские матчи Лиги наций УЕФА против Германии и Украины. Однако 31 августа 2020 года он был исключён из команды после положительного теста на COVID-19. Он пропустил матч с Германией, так как ждал результатов второго теста, чтобы определить, был ли первоначальный результат ложноположительным. Второй результат теста был отрицательным, и 3 сентября Траоре вернулся в состав перед матчем с Украиной. 6 сентября Траоре снова приказали покинуть расположение сборной после того, как тест ПЦР показал высокое количество антител.
7 октября 2020 года Траоре дебютировал за Испанию в товарищеском матче против Португалии, выйдя на замену на 62-й минуте. Матч завершился нулевой ничьей. 10 октября Траоре снова вышел на замену в матче Лиги наций против Швейцарии. И Мали, и Испания вызвали Траоре в свои сборные для своих матчей во время октябрьского окна международных матчей, но с его появлением в официальном матче против Швейцарии, он заигран к Испании, и правила участия в ФИФА не позволяют ему представлять Мали.
24 мая 2021 года он был включён Луисом Энрике на Евро-2020.

## Достижения

### Командные
«Барселона»
- Победитель Юношеской лиги УЕФА: 2013/14[46]
- Обладатель Кубка Испании: 2014/15[47]

### Личные
- Игрок года в «Мидлсбро»: 2018[48]

## Статистика
| Выступление             | Выступление      | Выступление      | Лига | Лига | Кубки | Кубки | Еврокубки | Еврокубки | Остальные | Остальные | Итого | Итого |
| Клуб                    | Лига             | Сезон            | Игры | Голы | Игры  | Голы  | Игры      | Голы      | Игры      | Голы      | Игры  | Голы  |
| ----------------------- | ---------------- | ---------------- | ---- | ---- | ----- | ----- | --------- | --------- | --------- | --------- | ----- | ----- |
| Барселона B→            | Сегунда          | 2013/14          | 26   | 5    | 0     | 0     | 0         | 0         | 0         | 0         | 26    | 5     |
| Барселона B→            | Сегунда          | 2014/15          | 37   | 3    | 0     | 0     | 0         | 0         | 0         | 0         | 37    | 3     |
| Барселона B→            | Итого            | Итого            | 63   | 8    | 0     | 0     | 0         | 0         | 0         | 0         | 63    | 8     |
| Барселона               | Примера          | 2013/14          | 1    | 0    | 0     | 0     | 1         | 0         | 0         | 0         | 2     | 0     |
| Барселона               | Примера          | 2014/15          | 0    | 0    | 2     | 1     | 0         | 0         | 0         | 0         | 2     | 1     |
| Барселона               | Итого            | Итого            | 1    | 0    | 2     | 1     | 1         | 0         | 0         | 0         | 4     | 1     |
| Астон Вилла             | Премьер-лига     | 2015/16          | 10   | 0    | 1     | 1     | 0         | 0         | 0         | 0         | 11    | 1     |
| Астон Вилла             | Чемпионшип       | 2016/17          | 1    | 0    | 0     | 0     | 0         | 0         | 0         | 0         | 1     | 0     |
| Астон Вилла             | Итого            | Итого            | 11   | 0    | 1     | 1     | 0         | 0         | 0         | 0         | 12    | 1     |
| Мидлсбро                | Премьер-лига     | 2016/17          | 27   | 0    | 4     | 0     | 0         | 0         | 0         | 0         | 31    | 0     |
| Мидлсбро                | Чемпионшип       | 2017/18          | 36   | 5    | 4     | 0     | 0         | 0         | 0         | 0         | 40    | 5     |
| Мидлсбро                | Итого            | Итого            | 63   | 5    | 8     | 0     | 0         | 0         | 0         | 0         | 71    | 5     |
| Вулверхэмптон Уондерерс | Премьер-лига     | 2018/19          | 29   | 1    | 7     | 0     | 0         | 0         | 0         | 0         | 36    | 1     |
| Вулверхэмптон Уондерерс | Премьер-лига     | 2019/20          | 37   | 4    | 2     | 0     | 15        | 2         | 0         | 0         | 54    | 6     |
| Вулверхэмптон Уондерерс | Премьер-лига     | 2020/21          | 37   | 2    | 4     | 1     | 0         | 0         | 0         | 0         | 41    | 3     |
| Вулверхэмптон Уондерерс | Премьер-лига     | 2021/22          | 11   | 0    | 2     | 0     | 0         | 0         | 0         | 0         | 13    | 0     |
| Вулверхэмптон Уондерерс | Итого            | Итого            | 114  | 7    | 15    | 1     | 15        | 2         | 0         | 0         | 144   | 10    |
| Всего за карьеру        | Всего за карьеру | Всего за карьеру | 250  | 20   | 26    | 3     | 16        | 2         | 0         | 0         | 292   | 25    |

1. ↑  Матчи и голы в национальных кубках, кубках лиги и суперкубках.
2. ↑  Остальные официальные матчи